# Videnstyring
Vidensstyring, (videnstyring eller "Knowledge management") omfatter en række teknikker, som organisationer anvender til at identificere, skabe, repræsentere, distribuere og formidle hvad der vides, og hvem, der ved det. Internationalt har området været etableret som undervisnings- og forskningsfag siden 1995 med egne tidsskrifter. Det er især knyttet til uddannelser i informationsteknologi og 'Human Resource Management'.